# Solecurtidae
De duimscheermessen of Solecurtidae zijn een familie tweekleppige schelpsoorten die behoort tot de orde der Cardiida.

## Schelpkenmerken
Het zijn rechthoekige tot ovaalronde schelpen, met afgeronde uiteinden. Beide uiteinden gapen sterk. Hun top ligt min of meer in het midden. Sculptuur vaak met schuin verlopende (convergerende) dwarsgroeven.
Ze hebben één of twee plugvormige cardinale tanden in iedere klep. Sommige soorten hebben laterale tanden, andere soorten hebben die niet.
De mantellijn vertoont een diepe bocht. Ze hebben kruisvormige spieren, maar de spierindruksels zijn meestal onopvallend. Ze hebben dikke, vlezige sifons die niet in de schelp kunnen worden ingetrokken.

## Habitat
De dieren leven tot enkele decimeter diep ingegraven in zand- of modderbodems.

## Voorkomen
Solecurtidae leven voornamelijk in warmere zeegebieden.

## Taxonomie
Twee onderfamilies:
- Novaculininae Ghosh, 1920
- Solecurtinae d'Orbigny, 1846.

## Geslachten
Deze familie bestaat uit slechts een beperkt aantal genera:
- Azorinus Récluz, 1869
- Clunaculum Dall, 1899
- Solecurtus Blainville, 1824
- Tagelus Gray, 1847

### Soorten
Aan de Europese kusten komen drie soorten voor:
- Azorinus chamasolen (da Costa, 1778) - West-Europees duimscheermes
- Solecurtus scopula (Turton, 1822) - Wit duimscheermes
- Solecurtus strigulatus (Linnaeus, 1758) - Roze duimscheermes

Buiten Europa vindt men onder andere de volgende soorten:
- Tagelus divisus (Spengler, 1794) - Purperen duimscheermes
- Tagelus dombei (Lamarck, 1818) - Mexicaans duimscheermes